# Long (Somme)
Long és un municipi francès situat al departament del Somme i a la regió dels Alts de França. L'any 2007 tenia 658 habitants.

## Demografia

### Població
El 2007 la població de fet de Long era de 658 persones. Hi havia 268 famílies de les quals 80 eren unipersonals (44 homes vivint sols i 36 dones vivint soles), 80 parelles sense fills, 88 parelles amb fills i 20 famílies monoparentals amb fills.
La població ha evolucionat segons el següent gràfic:
Habitants censats

### Habitatges

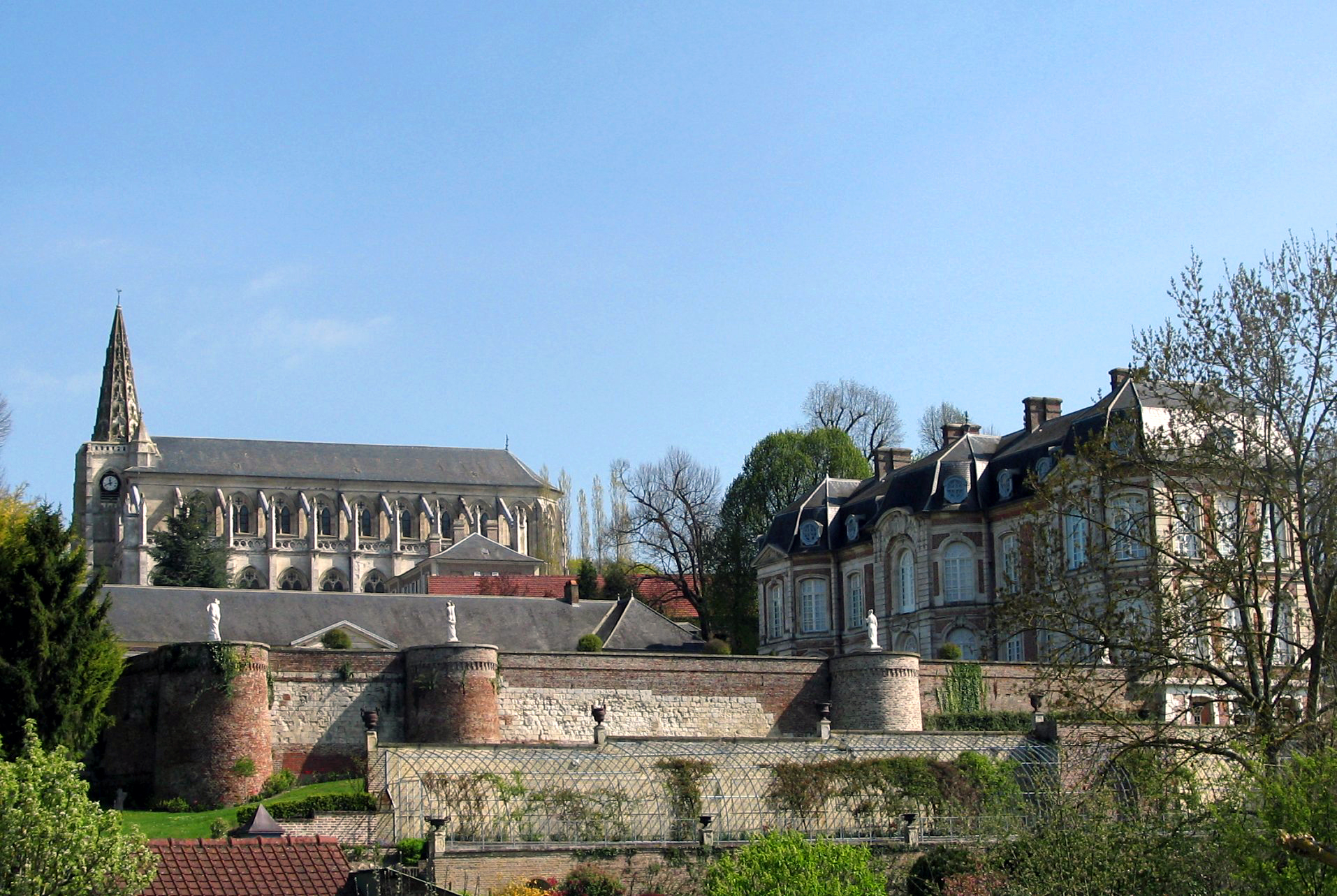

El 2007 hi havia 423 habitatges, 278 eren l'habitatge principal de la família, 103 eren segones residències i 42 estaven desocupats. 397 eren cases i 4 eren apartaments. Dels 278 habitatges principals, 190 estaven ocupats pels seus propietaris, 72 estaven llogats i ocupats pels llogaters i 16 estaven cedits a títol gratuït; 1 tenia una cambra, 16 en tenien dues, 49 en tenien tres, 69 en tenien quatre i 143 en tenien cinc o més. 172 habitatges disposaven pel capbaix d'una plaça de pàrquing. A 117 habitatges hi havia un automòbil i a 114 n'hi havia dos o més.

### Piràmide de població
La piràmide de població per edats i sexe el 2009 era:
| Homes | Edats   | Dones |
| ----- | ------- | ----- |
| 0     | 95 o +  | 0     |
| 0     | 90 a 94 | 0     |
| 12    | 85 a 89 | 12    |
| 12    | 80 a 84 | 8     |
| 12    | 75 a 79 | 20    |
| 16    | 70 a 74 | 32    |
| 16    | 65 a 69 | 12    |
| 24    | 60 a 64 | 20    |
| 12    | 55 a 59 | 12    |
| 32    | 50 a 54 | 16    |
| 16    | 45 a 49 | 28    |
| 16    | 40 a 44 | 16    |
| 20    | 35 a 39 | 16    |
| 16    | 30 a 34 | 20    |
| 32    | 25 a 29 | 12    |
| 20    | 20 a 24 | 12    |
| 4     | 15 a 19 | 32    |
| 24    | 10 a 14 | 8     |
| 16    | 5 a 9   | 12    |
| 4     | 0 a 4   | 24    |

## Economia

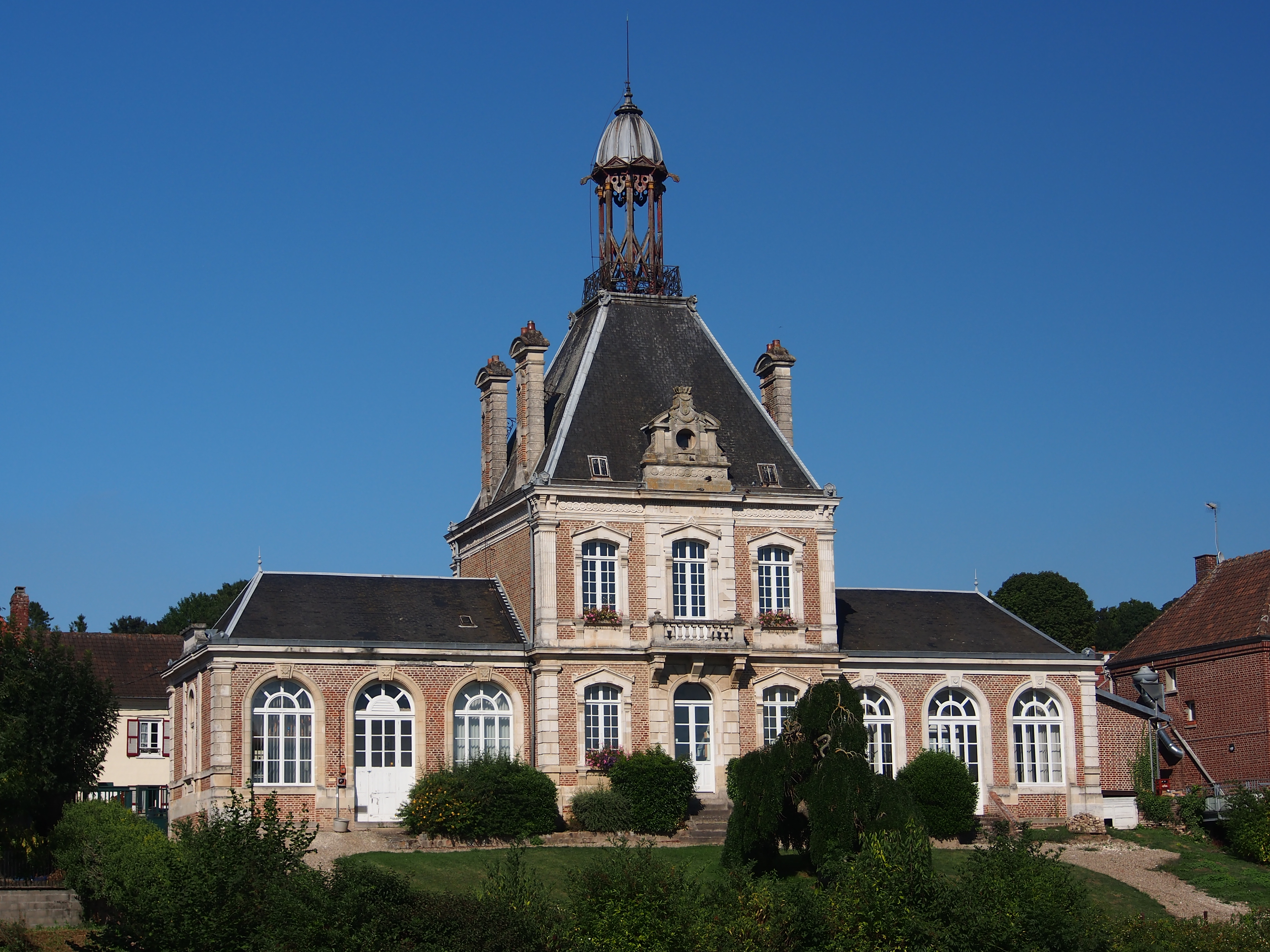
Ajuntament

El 2007 la població en edat de treballar era de 424 persones, 296 eren actives i 128 eren inactives. De les 296 persones actives 253 estaven ocupades (143 homes i 110 dones) i 43 estaven aturades (23 homes i 20 dones). De les 128 persones inactives 46 estaven jubilades, 37 estaven estudiant i 45 estaven classificades com a «altres inactius».

### Ingressos
El 2009 a Long hi havia 275 unitats fiscals que integraven 646,5 persones, la mediana anual d'ingressos fiscals per persona era de 16.153 €.

### Activitats econòmiques
Dels 15 establiments que hi havia el 2007, 1 era d'una empresa extractiva, 3 d'empreses de construcció, 3 d'empreses de comerç i reparació d'automòbils, 2 d'empreses de transport, 3 d'empreses d'hostatgeria i restauració, 1 d'una empresa immobiliària, 1 d'una empresa de serveis i 1 d'una empresa classificada com a «altres activitats de serveis».
Dels 5 establiments de servei als particulars que hi havia el 2009, 1 era una oficina de correu, 1 paleta, 1 guixaire pintor, 1 perruqueria i 1 restaurant.
L'únic establiment comercial que hi havia el 2009 era una carnisseria.
L'any 2000 a Long hi havia 9 explotacions agrícoles.

## Equipaments sanitaris i escolars
El 2009 hi havia una escola elemental.

## Poblacions més properes
El següent diagrama mostra les poblacions més properes.